# Karbapenemresistens
Karbapenemresistens är en allvarlig form av antibiotikaresistens hos gramnegativa stavbakterier (familjen Enterobacteriaceae och nonfermentativa stavar) mot antibiotika i karbapenemklassen.
Bakterier med karbapenemasresistens producerar ett enzym som kallas karbapenemas, vilket inaktiverar effekten på karbapenemantibiotika. Vid behandlingen av infektioner orsakade av gramnegativa bakterier har antibiotika i β-laktamgruppen spelat en mycket stor roll, och därför är utvecklingen av resistens mot dessa och särskilt mot karbapenemer ett oroande fenomen.
Karbapenemresistens inträffar i kliniskt viktiga arter såsom Escherichia coli, Klebsiella pneumoniae, Pseudomonas aeruginosa och Acinetobacter baumannii.

## CRE
Karbapenem-resistenta enterobakterier, eller CRE, är en specifik grupp bakterier som är särskilt svåra att behandla eftersom de är resistenta mot karbapenemer. CDC definierar CRE som resistent till åtminstone en karbapenemantibiotika eller som bakterie som producerar en karbapenemas 

## Karbapenemaser
Enzymer som orsakar karbapenemresistens
- KPC (Klebsiella pneumoniae carbapenemase)
- NDM (New Delhi Metallo-beta-lactamase)
- VIM (Verona Intergron-Encoded Metallo-beta-lactamase)
- IMP (Imipenemase)
- OXA-48 (Oxacillinase-48)[3]

## Riskfaktorer för karbapenemresistenta bakterier
I Sverige och Finland sprids karbapenemasbildande gramnegativa stavbakterier i samband med överflyttningar från sjukhus utomlands och via patienter som fått sjukhusvård utomlands.  Överlag sprids bakterierna ofta vid hälso- och sjukhusvård, ofta via vårdpersonalens händer eller genom kontaminerad medicinsk utrustning. Dessutom erkänns avlopp och toaletter alltmer som en miljömässig reservoar och källa för smittoväg. För att förhindra spridning av karbapenemreistenta bakterier krävs noggrann handhygien, miljörengöring och andra försiktighetsåtgärder. Också screening av exponerade personer är viktigt.